# Disney Universe
Disney Universe é um jogo de ação e aventura cooperativo desenvolvido pela Eurocom e publicado pela Disney Interactive Studios .  Foi anunciado na E3 em 2011 e foi lançado na PlayStation 3, Xbox 360, Wii, Microsoft Windows e OS X em 25 de outubro de 2011 na América do Norte e 28 de outubro de 2011 na Europa. Ele apresenta a capacidade de se vestir como personagens de várias franquias Disney, incluindo Aladdin, O Rei Leão, Monstros S.A., WALL-E, Procurando Nemo, Piratas do Caribe, Phineas e Ferb, e O Show dos Muppets.

## Jogabilidade
Disney Universe é um jogo de Plataforma 3D semelhante a jogos como Super Mario 64, Super Mario Galaxy, Super Mario Galaxy 2, Donkey Kong 64, Sonic Adventure, Sonic Adventure 2, Shadow The Hedgehog e Sonic Unleashed.
Até quatro amigos podem se conectar através do multiplayer local e jogar através de 6 mundos diferentes para derrotar os inimigos e coletar powerups e moedas. Uma característica única é que os inimigos tentam ativamente impedir o progresso de um jogador configurando armadilhas ou ocultando itens-chave.
As duas principais atrações do jogo são os níveis e os figurinos. Os jogadores viajam para 6 mundos das propriedades clássicas e contemporâneas da Disney e da Pixar, incluindo Alice no País das Maravilhas, Piratas do Caribe, Rei Leão, Wall-E, Monstros S.A. e Aladdin. Os jogadores podem adquirir 45 fantasias baseadas em inúmeras outras franquias da Disney, como A Pequena Sereia, Tron, Mickey Mouse, Lilo e Stitch e Procurando Nemo.

### Modo personagem
As fantasias podem ser atualizadas encontrando estrelas nos níveis. O conjunto de habilidades permanece o mesmo para cada um, mas se torna mais poderoso. Cada personagem tem uma arma específica. Por exemplo, Aladdin tem uma lâmpada do Gênio, e Sulley tem um pedaço da porta da Boo.

### Conteúdo disponível para download
O conteúdo para download foi anunciado como uma grande parte do Disney Universe para as versões de PlayStation 3, Wii e Xbox 360 do jogo. Através da "Loja Online" apresentada no jogo ou na PlayStation Store, Wii e Xbox Marketplace, os DLCs tem fantasias e mundos adicionais. O primeiro lançamento contou com um "Disney Villains Costume Pack".  Um pacote temático baseado em O Estranho Mundo de Jack , foi lançado perto da época do Natal que foi o vencedor da votação no universo da Disney Universe. Pacotes temáticos baseados em Phineas e Ferb e Os Muppets foram lançados em março de 2012.